# Bình Phục Nhứt
Bình Phục Nhứt là một xã thuộc huyện Chợ Gạo, tỉnh Tiền Giang, Việt Nam.

## Địa lý
Xã Bình Phục Nhứt có diện tích 18,06 km², dân số năm 2013 là 12.358 người, mật độ dân số đạt 684 người/km².